# Arthrosaura synaptolepis
Arthrosaura synaptolepis là một loài thằn lằn trong họ Gymnophthalmidae. Loài này được Donnelly, Mcdiarmid & Myers miêu tả khoa học đầu tiên năm 1992.